# Chain Hang Low
Chain Hang Low, è il primo singolo estratto dall'album di debutto "Jibbs feat. Jibbs" di Jibbs.
La canzone ha raggiunto i 20.000 download in 2 settimane e la sua posizione più alta in classifica è stata al 7º posto nella Billboard Hot 100.
Il video della canzone ritrae degli adolescenti ballare la Snap dance.
Di Chain Hang Low esiste una versione strumentale ed un remix (creato da Jibbs in collaborazione con Lil' Wayne, Young Joc, Lil' Mont e Rich Boy).

## Tracklist
1. "Chain Hang Low" [3:32'']
2. "Chain Hang Low Instrumental" [3:30'']
3. "Chain Hang Low Remix" [4:05''] {featuring Lil' Wayne, Young Joc, Rich Boy e Lil' Mont}.

## Classifiche
| Chart (2006)               | Posizione più alta |
| -------------------------- | ------------------ |
| U.S. Billboard Hot 100     | 7                  |
| U.S. Billboard Pop 100     | 29                 |
| U.S. Hot R&B/Hip-Hop Songs | 16                 |
| U.S. Hot Rap Tracks        | 6                  |
| Australian ARIA Top 100    | 96                 |
| Irish Top 50               | 14                 |
| U.K.                       | 63                 |